# المدرسة العليا للتجارة والأعمال
المدرسة العليا للتجارة والأعمال هي مدرسة مغربية رائدة في مجال الأعمال والإدارة تأسست في عام 1992، وتقع في وسط مدينة الدار البيضاء في المغرب.
وقعت المدرسة العليا للتجارة والأعمال على مبادئ التعليم الإداري المسؤول، وهي مبادرة من منظمة الأمم المتحدة. وتُعد المدرسة العليا للتجارة والأعمال عضوًت في عدد من المؤسسات والجمعيات الدولية المختصة بعلوم الإدارة مثل المرسسة الأوروبية لتطوير الإدارة.

## الدارسين
تضم المدرسة العليا للتجارة والأعمال ما يزيد عن 3000 خريج وتدرب نحو 1100 طالب ومدير تنفيذي وقائد في كل عام ضمن 17 برنامجًا وطنيًا ودوليًا، ومركز التعليم المستمر، وتتراوح برامج المدرسة من دورة الإدارة العامة إلى البرامج التنفيذية.

## اتفاقيات الشراكة
تتعاون المدرسة العليا للتجارة والأعمال مع ستين شريكًا من جامعات وكليات إدارة الأعمال في أوروبا وأمريكا وآسيا وأفريقيا، وترحب بالطلاب والمشاركين الدوليين كل عام كجزء من برامج التبادل أو الندوات أو الرحلات الدراسية، وتوفر إمكانية للحصول على دبلومة مزدوجة في دورة الإدارة العامة وفي التدقيق المالي والرقابة الإدارية وأيضًا في التسويق والتواصل.

## الترتيب
صُنفت وكالة التصنيف الدولية إديونيفيرسال المدرسة العليا للتجارة والأعمال للإدارة كأول كلية إدارة أعمال في المغرب منذ عام 2010، واحتلت المركز الثالث في إفريقيا في عام 2019.
كما احتلت المدرسة العليا للتجارة والأعمال المرتبة الأولى أيضًا في تصنيف مؤسسة جين أفريك لأفضل كليات إدارة الأعمال في إفريقيا الناطقة بالفرنسية حيث احتلت في عام 2013.